# Elisabeth Bock
Elisabeth Bock (født 26. januar 1942 i København) er professor emerita i cellebiologi ved Københavns Universitet .
Bock opdagede det neurale celleadhæsionsmolekyle (NCAM) og publicerede det (med navnet D2) i 1974. NCAM, sammen NMDA-receptorer, er essentielle for hukommelse og læring.
Bock modtog Årets Harald i 1993 for sin undervisning. I 2000 blev hun æresdoktor ved Bergens Universitet.
I 1984 stillede hun forgæves op til Folketinget for Venstre i Gentoftekredsen.